# Boris Tadić
Boris Tadić, em sérvio cirílico Борис Тадић, (Saraievo, 15 de janeiro de 1958) é um político sérvio, ex-presidente de seu país. Psicólogo por profissão, ele é um membro antigo do Partido Democrático.

## Primeiros anos
Boris Tadić, nascido na Bósnia e Herzegovina, é o filho de Ljubomir Tadić, um filósofo. Seus avós foram mortos durante a Segunda Guerra Mundial, por Ustaše no Estado Independente da Croácia, por causa de sua origem sérvia, e são considerados vítimas do Holocausto. Frequentou o primeiro e segundo grau em Belgrado e se graduou em psicologia social na Faculdade de Filosofia da Universidade de Belgrado. Ensinou psicologia no Primeiro Gymnasium de Belgrado.
Ele fundou e foi o primeiro Diretor do "Centro para o Desenvolvimento da Democracia e de Habilidades Políticas".

## Carreira

### Politica sérvia
Tadić é membro do Partido Democrático desde 1990, desempenhando diversos papéis dentro do partido: secretário do Comitê Geral, vice-presidente do Conselho Executivo, presidente Iinterino do Conselho Executivo, vice-presidente reeleito do Partido Democrata.
Em 2002, tornou-se o ministro das Telecomunicações no governo da República Federal da Iugoslávia; mais tarde, tornou-se o ministro da Defesa no Conselho dos Ministros de Sérvia e Montenegro.
Em 2003, ele foi eleito como representante da Assembleia de Sérvia e Montenegro e tornou-se o líder interino do Grupo dos Representantes do Partido Democrático. Em 2004, ele foi eleito representante-chefe do seu partido na Assembleia Nacional da Sérvia. Mais tarde, no mesmo ano, ele foi eleito presidente do Partido Democrata, um ano após o assassinato do presidente anterior do partido, Zoran Đinđić.
No primeiro turno das eleições presidenciais da Sérvia, 2004, ele recebeu 27,3% dos votos. No segundo turno, em 27 de junho de 2004, ele derrotou Tomislav Nikolić com 53,24% dos votos.

### Presidência
Ele foi oficialmente declarado presidente em uma cerimônia em Belgrado, em 11 de julho de 2004. Em 1 de dezembro de 2004, o cortejo presidencial de automóveis de Tadić se envolveu em um acidente de trânsito. Miroslav Cimpl, um empregado servo da embaixada estadunidense se recusou a abrir passagem para o cortejo e bateu seguidamente nos veículos que faziam parte dela, embora o carro do presidente não tenha sido afetado. O empregado conseguiu fugir, mas depois de relatar o incidente a seu empregador, a embaixada estadunidense, ele foi preso.
Este incidente petrificou o público em geral porque evocou memórias de uma tentativa frustrada de assassinar Zoran Đinđić em fevereiro de 2003, quando um caminhão dirigido por um membro do clã Zemun, Dejan Milenković (também conhecido como Bagzi) bateu no cortejo de automóveis de Đinđić em uma rodovia. Muitos de início acreditaram que este segundo incidente era uma tentativa de assassinar Tadić, mas uma investigação policial subseqüente não encontrou evidências para apoiar esta teoria.
O Ministro da Polícia Dragan Jočić disse durante uma conferência da imprensa que Cimpl ficou confuso quando viu as luzes piscando do cortejo de automóveis e não soube o quê fazer. A polícia concluiu que foi apenas um acidente de trânsito e que não havia intenção de ferir o presidente. Cimpl ficou preso por duas semanas, antes de ser solto.
Tadić foi o primeiro chefe de Estado da Sérvia independente a se encontrar oficialmente com um Papa, o que ocorreu durante sua visita oficial ao Vaticano, em 14 de novembro de 2009, onde se encontrou com o papa Bento XVI.

## Vida pessoal
Além de sua língua materna, Tadić também fala inglês e francês. Ele é casado e pai de dois filhos.